# Rosemarie Trajano
Rosemarie Trajano ist eine philippinische Krankenschwester, Entwicklungshelferin und Verteidigerin der Menschenrechte. Sie ist seit 2010 Generalsekretärin der „Philippinischen Allianz der Menschenrechtsverteidiger“ (PAHRA, Philippine Alliance of Human Rights Advocates) und wurde 2013 zur Vizepräsidentin der Internationalen Liga für Menschenrechte (fidh) gewählt.

## Wirken
Rosemarie Trajano schloss 1986 ihr Studium mit einem Bachelor in Krankenpflege ab. Anschließend arbeitete sie zwölf Jahre lang für die Medical Action Group (MAG), eine Nichtregierungsorganisation für Gesundheit und Menschenrechte, davon drei Jahre als  Direktorin. Sie dokumentierte Menschenrechtsverletzungen und gewährte medizinische und psychosoziale Hilfe für Folteropfer sowie für Angehörige von Ermordeten oder Verschleppten mit. Sie besuchte Haftanstalten, Menschen in Evakuierungszentren zwangsgeräumter Gemeinden und Streikposten. Trajano half bei Exhumierungen und Autopsien von Opfern von außergerichtlichen Tötungen und Verschwindenlassens. Sie bildete auch Mitarbeiter aus und setzte sich für die Verabschiedung von Gesetzen und Richtlinien zum Recht auf Gesundheit ein.
Von 1999 bis 2004 arbeitete Trajano für das Kinderhilfswerk „Plan International – Philippines“. Sie war die Abteilungsleiterin in Camarines Sur und leistete zwei Jahre lang umfassende Entwicklungsarbeit für Kinder. Zuletzt war sie Managerin eines landesweiten Projekts zur Registrierung von Geburten. Ziel war eine vollständige Erfassung aller Kinder, besonders der von indigenen Völkern, von schwer erreichbaren Gruppen von Muslimen und von Kindern, die besonders schutzbedürftig sind.
Im Jahr 2006 wurde Trajano Direktorin der „Kanlugan Center Foundation“, einer Stiftung, die Wanderarbeitern juristische und psychologische Unterstützung bietet und den Menschenhandel bekämpft. Gleichzeitig engagierte sie sich bei der „PGH Medical Foundation“ und sammelte Spenden für den Bedarf der Patienten an Medikamenten, Verbrauchsmaterialien und Infrastruktur im größten öffentlichen Krankenhaus der Philippinen. Von 2008 bis 2009 erarbeitete Trajano die Richtlinien für das Netzwerk „Cut the Cost, Cut the Pain“ (Kosten senken, Schmerzen senken) und setzte sich für die Verabschiedung eines Gesetzes für die Kostensenkung bei Arzneimitteln ein.
Seit November 2010 ist Trajano Generalsekretärin der Philippine Alliance of Human Rights Advocates, einem Dachverbandes von ungefähr 50 Organisationen, die sich für die Menschenrechte auf den Philippinen einsetzen. Im Mai 2013 wurde sie zur Vizepräsidentin der Internationalen Liga für Menschenrechte (fidh, Fédération internationale des ligues des droits de l’Homme) gewählt.

## Ehrung
Rosemarie Trajano erhielt 2017 den Deutsch-Französischen Preis für Menschenrechte der französischen und deutschen Außenministerien. Gewürdigt wurde ihr Engagement für die Menschenrechte in der Zivilgesellschaft auf den Philippinen und auch ihr Einsatz für die Belange philippinischer Arbeitsmigrantinnen und für die Opfer von Frauenhandel ein.